# Mohamed Fawzi (Musiker)

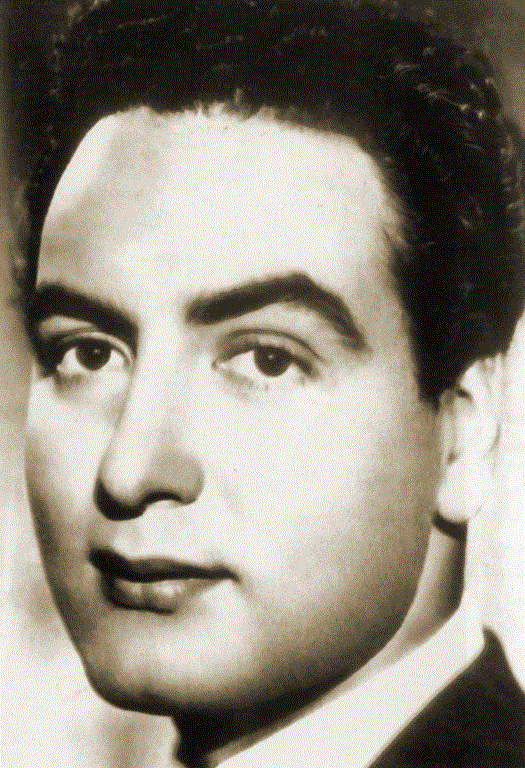
Mohamed Fawzi

Mohamed Fawzi (arabisch محمد فوزي, DMG Muḥammad Fauzī, geboren als Mohamed Fawzi Abbas Elhaw, * 15. August 1918 in Tanta; † 20. Oktober 1966 in Kairo) war ein ägyptischer Musiker und Sänger, der die Melodie der algerischen Nationalhymne Qassaman komponierte.

## Leben
Der in Tanta geborene Fawzi war schon in jungen Jahren ein Oud-Spieler. Seine Schwester Huda Sultan war eine berühmte Schauspielerin. Er sang in vielen Filmen und komponierte auch für viele Sänger, wie z. B. Leila Mourad. 1958 gründete Fawzi das Unternehmen Artist Mohamed Fawzi & Co. Die Überlegenheit seines Unternehmens sowie die Qualität seiner Produkte veranlasste die ägyptische Regierung, es zu verstaatlichen, was Fawzi mit schweren Depressionen belastete.
1966 starb Fawzi nach einer Behandlung in Deutschland in Kairo.